# Николай Милков (философ)
Николай Милков (Nikolay Milkov) е български философ, специалист по аналитична философия и нейната история.

## Биография
Милков следва философия в Софийския университет (1974 – 8) и се дипломира с работа върху Логиката на Бертран Ръсел и Платоновата диалектика. Докторант е в Московския университет (1979 – 83), където представя тезата си на руски език Критически анализ на Философията на логическия атомизъм. От 1983 г. e н.с. в Института по философия на БАН. След 1989 г. работи в различни немски университети и през 2009 г. се хабилитира в Университета на Падерборн (Германия). От 2015 Милков е професор (außenplanmeßiger Professor) в същия университет.
Милков превежда на български език значима част от трудовете на Лудвиг Витгенщайн, които излизат в обемист том.